# Воротынец
Вороты́нец — рабочий посёлок (посёлок городского типа) в Нижегородской области России. Административный центр Воротынского района и муниципального образования городского округа Воротынский.
Численность населения — 5849 чел. (2021).

## География
Расположен на федеральной автотрассе Москва — Казань — Уфа (М7, «Волга») на расстоянии 119 км (по прямой) и 143 км (по автодороге) к востоку от областного центра.

## История

Памятник князю Воротынскому

В 1970-е гг. местные краеведы, опираясь на голословные утверждения разных авторов, развили историю возникновения Воротынца, согласно которой земли в Нижегородском поволжье князь Михаил Иванович Воротынский получил якобы в 1552 г. и что якобы в том же 1552 г. он основал на этих землях Воротынец, Княгинино и другие населённые пункты. Однако на основании представленных документов истории в 2008 г. эти «наработки» были опровергнуты.
Во-первых, поволжские земли, на которых уже существовали «село Княгинино» и «Фокино селище», были переданы князю из казны в 1569 г. (то есть 17 лет спустя после «знакового» 1552 г.). Это следует из первой переписи, помеченной «лета 7077[1569]-го, февраля», в духовной грамоте (завещании) князя М. И. Воротынского: «…государь царь и великий князь, Иван Васильевич всея России … дал мне … в Нижнем Новгороде село Княгинино да к тому же селу Княгинину в Василегород[цком] уезде, Фокино селище со всеми угодья». Данный исторический факт закреплён в Большой российской энциклопедии в статье «Воротынский Михаил Иванович».
Во-вторых, в документах, которыми располагают историки, Воротынец впервые упомянут лишь в Писцовой книге Лодыгина 1621—1623 гг. (писцовая комиссия работала в уезде три года). В то время хозяйственную деятельность на бывших землях отца вёл уже его сын — Иван Михайлович Воротынский. На 40-м листе указанной книги зафиксировано: «Село Воротынск на ключе и на речке на Молвяже поселилось ново на лесу. А в селе церковь Нерукотвореново Спасова образа древяна клецки, да предел Олексея человека Божья, да предел князя Михаила Черниговского и боярина его Феодора. А в церкве образы и свечи и ризы и сосуды церковные и книги и на колоколице колокола строение вотчинника боярина князя Ивана Михайловича.» (Писцовая книга Дмитрия Васильевича Лодыгина, Василия Ивановича Полтева и дьяка Дементия Образцова по Закудемскому стану Нижегородского уезда, 1621—1623 гг.; оригинал сохранился и находится в РГАДА, Ф.1209, Оп.1, Д.292, Ч.1, Л.40). Ни в каких предыдущих переписях Нижегородского уезда Воротынескъ не встречается. Поскольку «село ново», и ближайший предшествующий дозор проходил в 1617 г., и в нём нет никаких данных о существовании Воротынеска, то это позволяет с большой долей уверенности заключить, что появление Воротынца наиболее вероятно между 1617 и 1623 гг., то есть около 1620 г..
На основании имеющихся данных можно также сказать, что Воротынец возник в первой четверти XVII в.
С другой стороны, дату основания того или иного населённого пункта историками принято устанавливать по первым письменным упоминаниям его названия в источниках. Если в нашем случае взять даже верхнюю границу, то получим 1623 г. Но это снова примерно 1620 г.
Историческим названием Воротынца является Воротынескъ. Наречён он так, скорее всего, Иваном Михайловичем старинным названием фамильного Воротынска («Воротинескь») в память о бывшей столице Воротынского княжества. Затем, не позднее середины XVIII в., «ск» трансформировалось в «ц», а потом, при реформе грамматики русского языка в первые годы Советской власти, был упразднён ещё и ер на конце слова.
Поволжские земли, на которых расположен Воротынец, принадлежали князьям Воротынским с 1569 по 1680 гг., пока не скончался последний представитель их рода по мужской линии. После этого земли перешли снова в казну.
20 сентября 2008 года в Воротынце при большом стечении жителей и гостей района был торжественно открыт памятник князю Воротынскому. Инициатором установки монумента стал глава Воротынского района Е. Ю. Герасимов. Бронзовая 4-метровая статуя князя была создана заслуженным художником РФ, скульптором В. П. Нагорновым.
В 1700 году царь Петр I пожаловал эти земли адмиралу Ф. А. Головину. После смерти его правнука Н. Н. Головина (1821), вошедшего в неоплатные долги, некогда знаменитая усадьба была разыграна кредиторами в лотерею, после чего стала удельным селом в ведении Воротынского приказа. До революции 1917 года село входило в Василь-Сурский уезд Нижегородской губернии, славилось хлебными торгами.
В первые годы советской власти Воротынец сначала был в составе Васильсурского уезда, а затем Лысковского. После упразднения Лысковского уезда в 1929 году и разделения его территории, Воротынец стал районным центром.
В ноябре 1964 года село Воротынец получило статус посёлка городского типа (рабочего посёлка).
В 2007—2009 годах по заказу администрации был разработан генеральный план посёлка.
В 2006—2019 годах рабочий посёлок образовывал муниципальное образование со статусом городского поселения как единственный населённый пункт в его составе в рамках бывшего муниципального района, преобразованного в городской округ.
Составляет административно-территориальное образование рабочий посёлок Воротынец в составе Воротынского района.

## Население
| 1959  | 1970  | 1979  | 1989  | 2002  | 2008  | 2009  | 2010  |
| ----- | ----- | ----- | ----- | ----- | ----- | ----- | ----- |
| 3476  | ↗4140 | ↗5231 | ↗7006 | ↘6719 | ↘6510 | ↘6464 | ↘6451 |
| 2011  | 2012  | 2013  | 2014  | 2015  | 2016  | 2017  | 2018  |
| ↘6428 | ↘6234 | ↗6255 | ↘6165 | ↘6154 | ↘6118 | ↗6154 | ↘6151 |
| 2019  | 2020  | 2021  |       |       |       |       |       |
| ↘6136 | ↘6074 | ↘5849 |       |       |       |       |       |

Население в посёлке на 86 % состоит из русских.

## Экономика
На территории посёлка расположены крупные предприятия пищевой промышленности — ОАО «Воротынский маслосырзавод», производящий широкий спектр молочных и кисло-молочных продуктов, а также хлебозавод ПО «Воротынский хлеб». Организации общественного питания: ООО «Универмаг» — Кафе «Княжеская вотчина», ООО «Курникоф» — Кафе «Фараон». Магазины «Магнит Скалярий», «Пятерочка», «Магнит-Косметик». Строительные организации ООО «Ремстрой», ОАО «Воротынское РСУ НГС», ООО «ДСК Гранит». Предприятия ЖКХ — МУП «Воротынское ЖКХ», ООО «Кузьмиярское».

## Религия
В посёлке расположена действующая церковь в честь Нерукотворного образа Христа Спасителя с 200-летней историей.
16 ноября 2010 года на территории Воротынской центральной районной больницы была освящена часовня в честь святителя Луки (Войно-Ясенецкого). Строительство каменной часовни продолжалось два года и велось на средства частных благотворителей и прихожан  церкви в честь Нерукотворного образа Спасителя.

## Фотогалерея

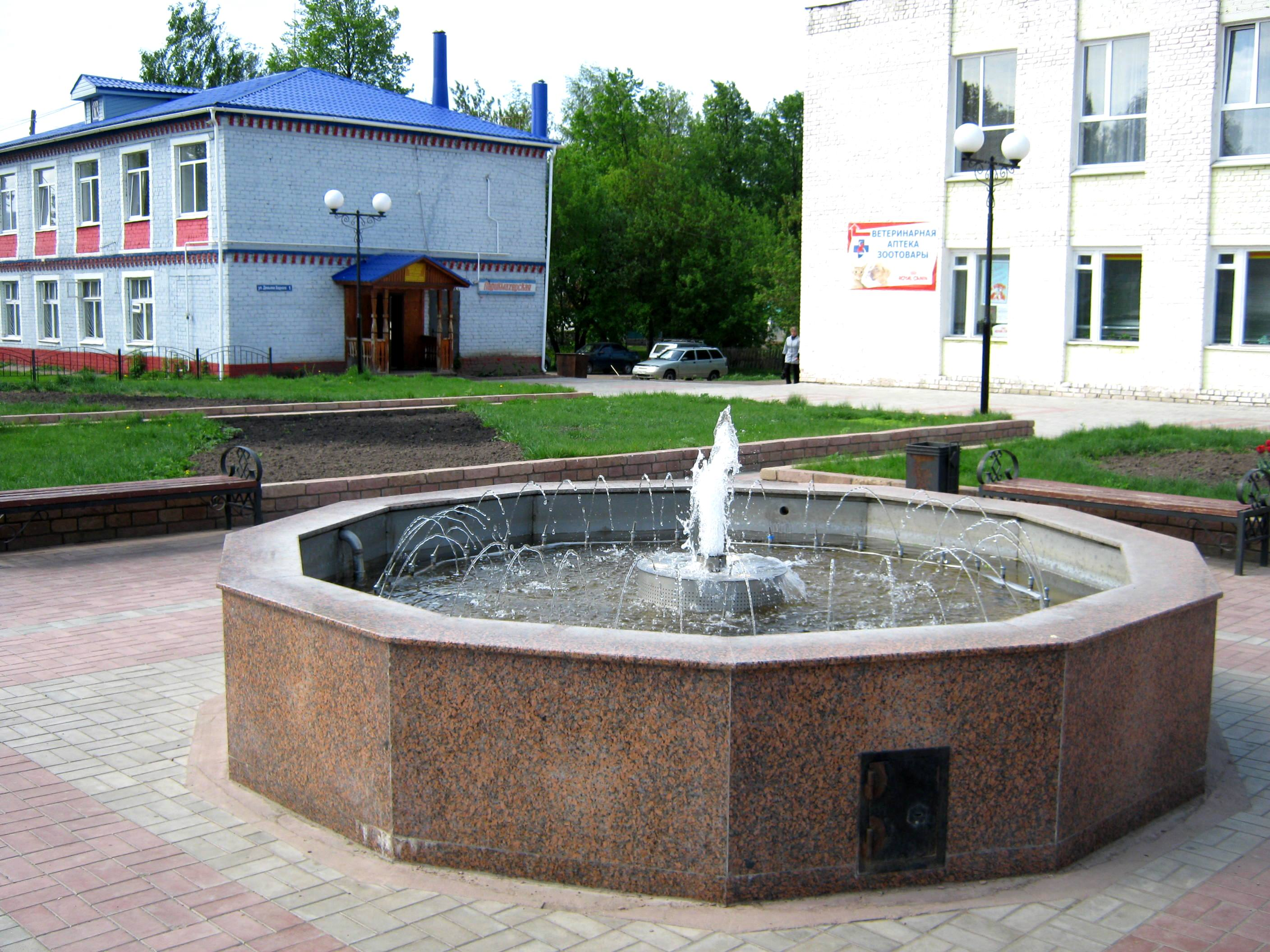
Фонтан на Советской площади
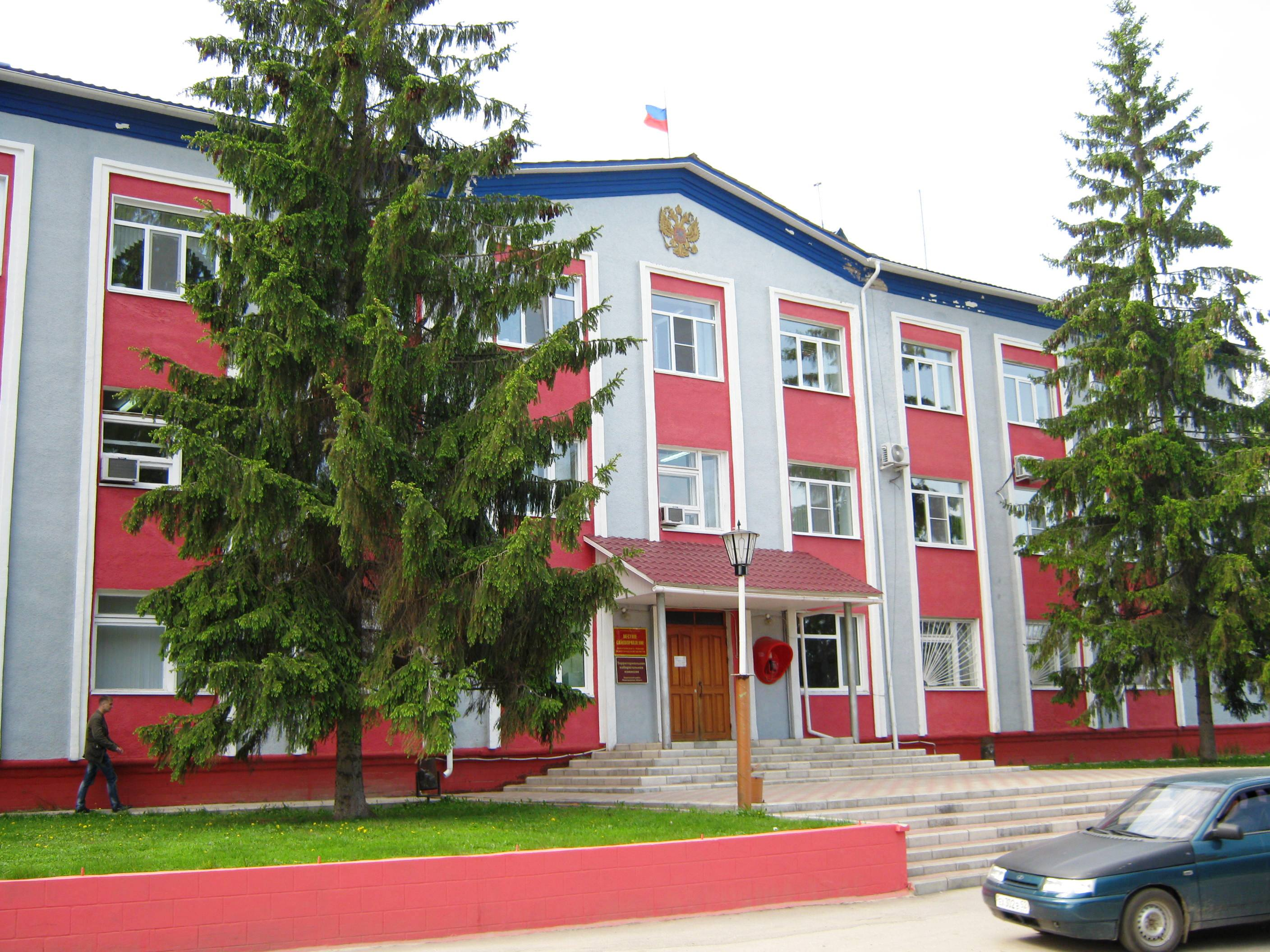
Здание местного самоуправления
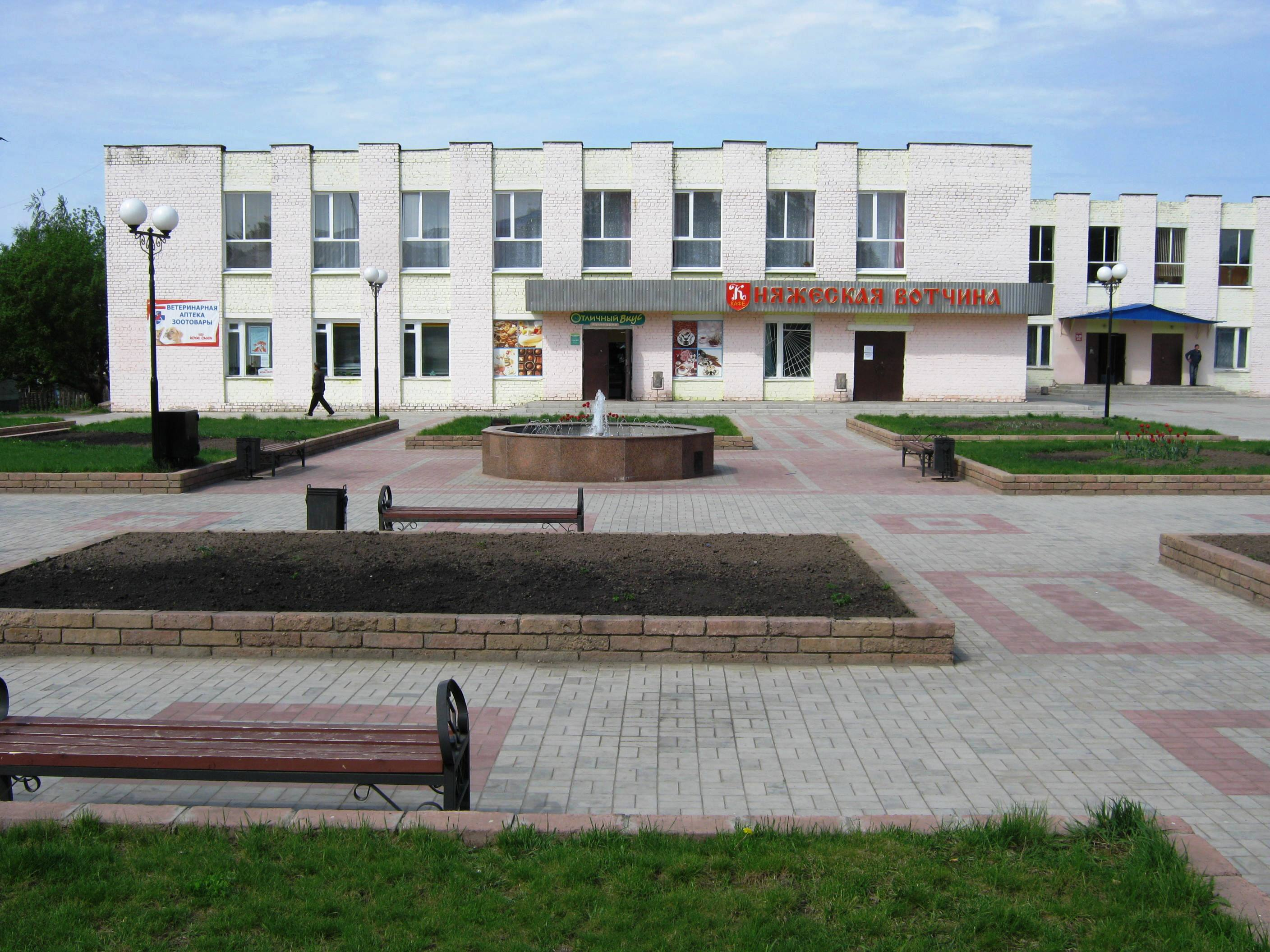
Строения на Советской площади
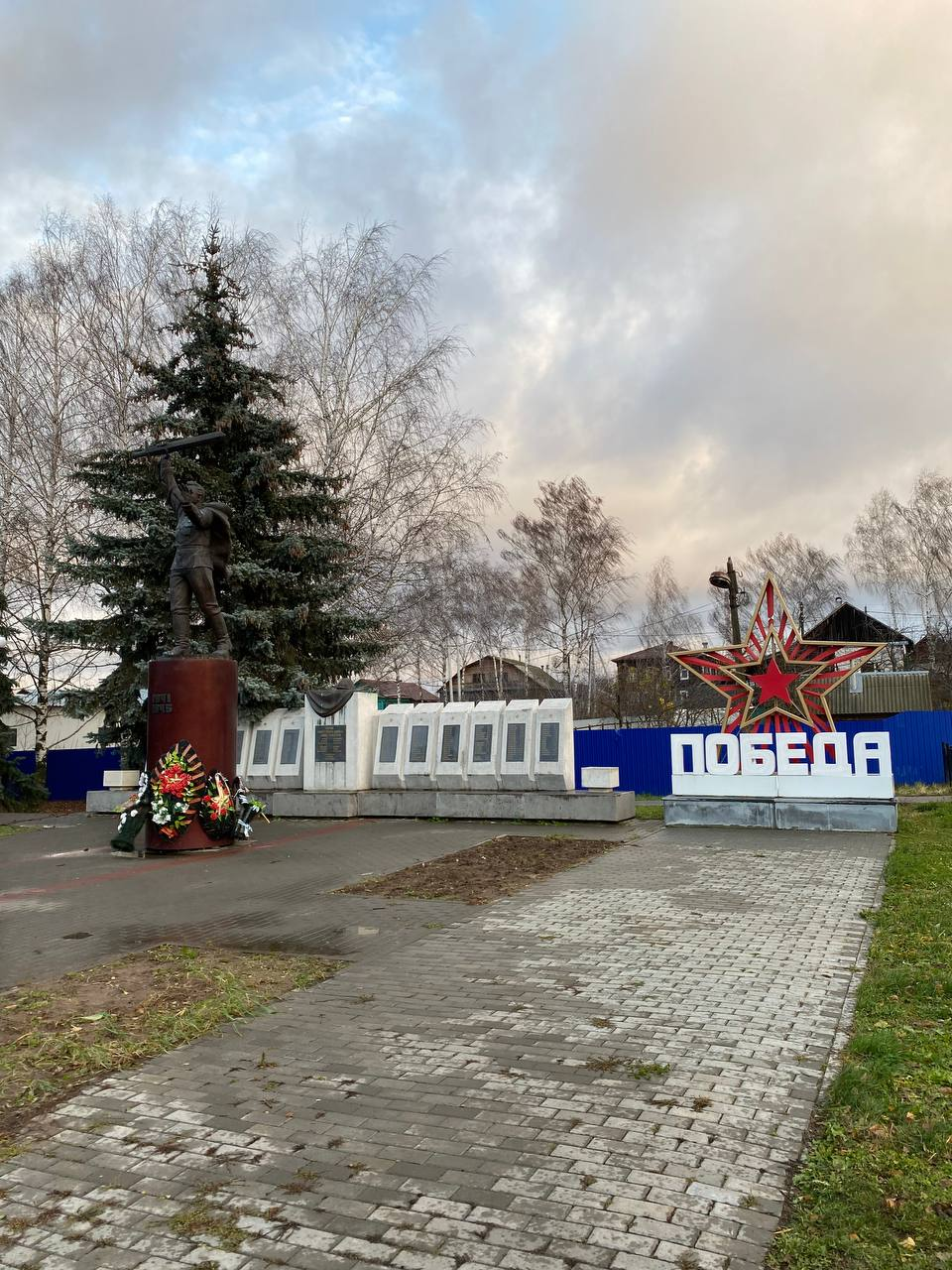
Мемориал воинам, погибшим в Великой Отечественной войне, состояние на ноябрь 2022 г.
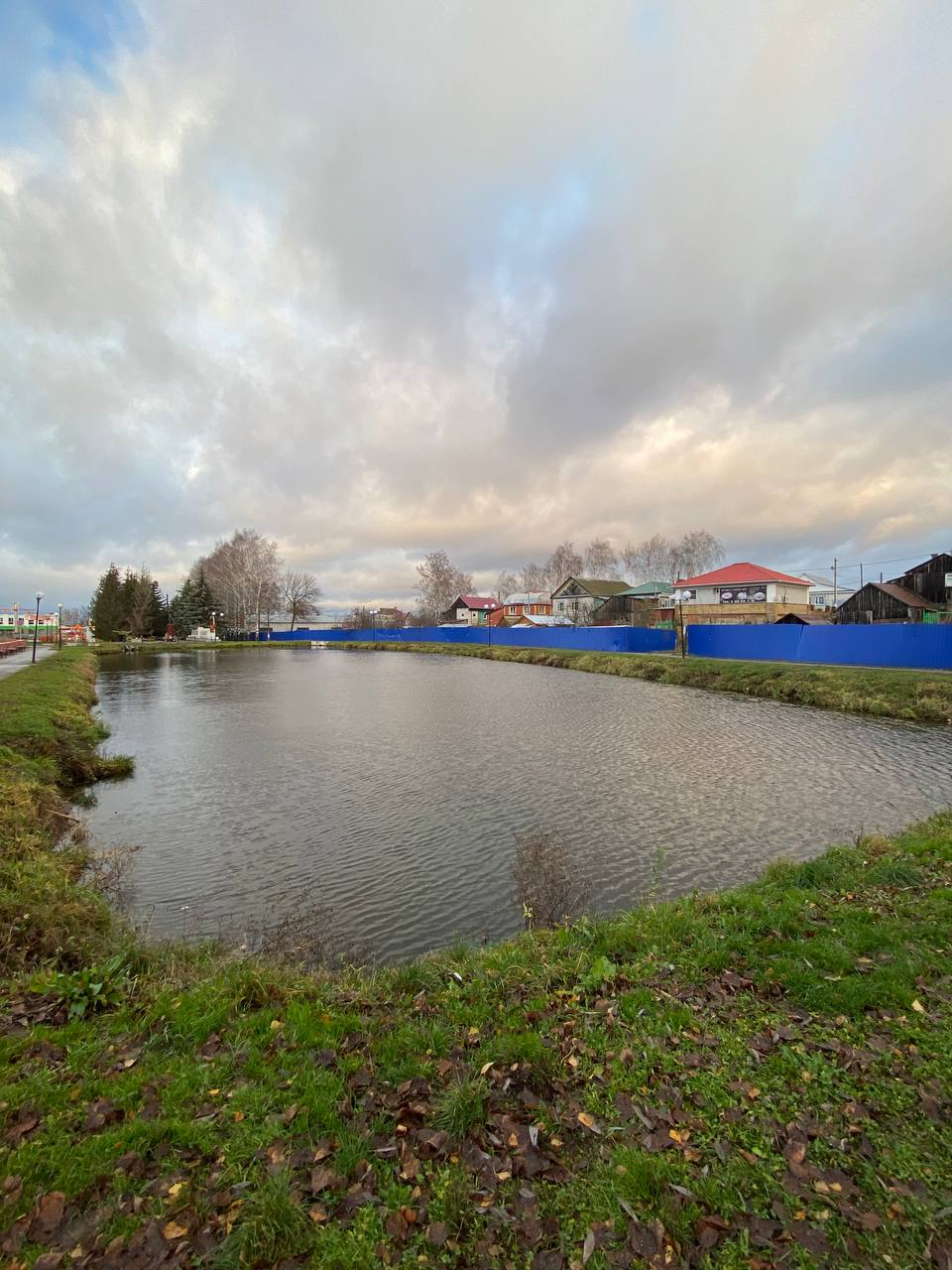
Центральный пруд рядом с Советской площадью
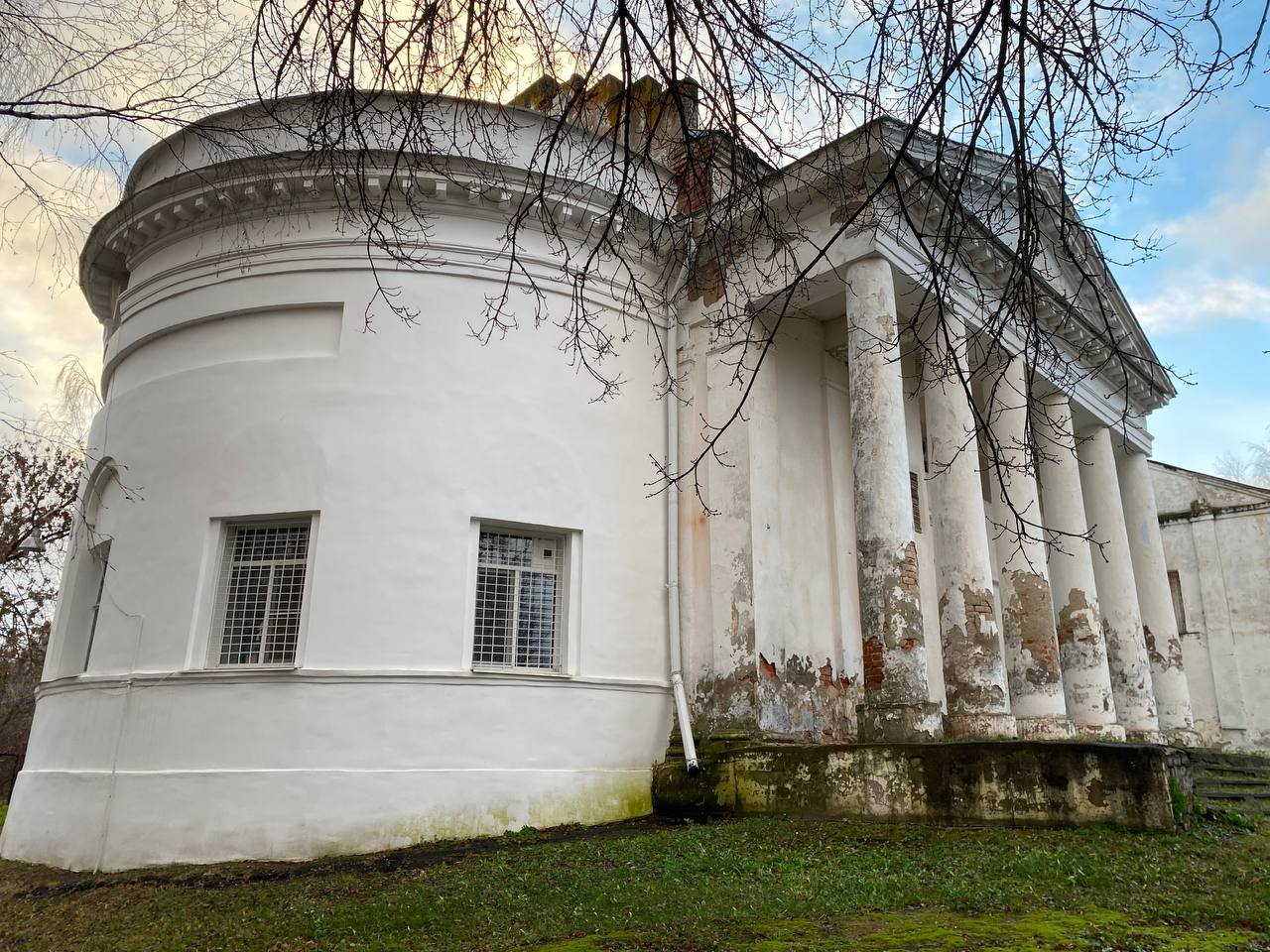
Храм в честь Нерукотворного Образа Спасителя